# Bendik Ramsfjell
Bendik Ramsfjell (Oslo, 4 de marzo de 1996) es un deportista noruego que compite en curling.
Ganó una medalla de bronce en el Campeonato Europeo de Curling Masculino de 2024.
Es hijo del jugador de curling Bent Ramsfjell, sobrino de Eigil Ramsfjell, y sus primos Magnus y Maia compiten en el mismo deporte.

## Palmarés internacional
| Campeonato Europeo | Campeonato Europeo | Campeonato Europeo | Campeonato Europeo |
| Año                | Lugar              | Medalla            | Prueba             |
| ------------------ | ------------------ | ------------------ | ------------------ |
| 2024               | Lohja (Finlandia)  | Medalla de bronce  | Equipo             |